# Beardyman
Darren Foreman (n. 14 mai 1982), cunoscut sub numele de scenă Beardyman, este un muzician englez originar din Londra, specializat pe beatbox și utilizarea tehnologiilor de live-looping.